# 단업
북량 문왕 단업(北涼 文王 段業, ? ~ 401년, 재위：397년 ~ 401년)은 중국 오호십육국시대 북량(北涼)의 초대 군주이다. 저거몽손에게 시해당했다.

## 생애
단업은 경조(京兆 : 장안) 출신의 한족(漢族)으로 여광(呂光)의 부하 두진(杜進)의 부하였다. 여광이 전진(前秦) 부견(苻堅)의 명을 받아 서역 정벌에 나서자 두진을 따라 출정하였다.
이후 여광이 후량(後凉)을 건국한 뒤 건강(建康 : 간쑤성 주취안 시)태수로 임명되었다. 397년, 각지에서 반란이 일어나 후량은 혼란에 빠졌는데, 건강에서는 저거남성(沮渠男成)이 반란을 일으켜 건강을 포위하였다.
저거남성은 농성하고 있는 단업을 추대하여 수장으로 삼고 건강 및 주천(酒泉) 일대를 장악하고자 하였다. 단업은 이를 거부하며 20일 가까이 농성하였으나 구원군이 오지 않자 결국 성문을 열고 저거남성을 받아들여 대도독·용양대장군·양주목·건강공(大都督、龍驤大將軍、涼州牧、建康公)에 추대되었다. 일반적으로 이때부터 북량이 건국된 것으로 본다.
단업은 저거남성 및 저거남성의 친척 저거몽손(沮渠蒙遜) 등에 의해 추대되어 실질적인 권력은 가지지 못하였으며 저거남성이 보국장군(輔國將軍), 저거몽손이 진서장군(鎭西將軍)에 임명되어 국가의 모든 실권을 장악하였다.
저거몽손 등은 단업의 밑에서 서방을 공략하여 서역 대부분을 영향권에 넣었으며 후량의 장액(張掖)을 공격하여 점령하였다. 단업은 장액 점령 직후 독자적으로 군사를 움직이다가 크게 패배하기도 하였다.
399년, 단업은 양왕(涼王)을 자칭하였고 후량과 지속적으로 대립하였다. 그러나 400년에 돈황(敦煌 : 간쑤 성 둔황 시)에서 이고(李暠)가 반란을 일으켜 서역 대부분을 상실하여 북량의 세력은 크게 약화되었다.
단업은 저거몽손의 힘을 두려워하여 저거몽손을 대신하여 자신의 부하 마권(馬權)을 장액태수로 삼으려고 하였다. 그러나 저거몽손의 힘에 밀려 마권을 처형해야만 했다.
이로 인해 불만을 품은 저거몽손은 401년, 저거남성을 추대하여 모반을 일으키려 하였으나 저거남성이 이를 거부하였다. 이에 저거몽손은 단업에게 저거남성이 반란을 일으키려 한다고 모함하였으며 단업은 저거남성을 처형하였다.
저거몽손은 단업이 저거남성을 처형한 것을 빌미로 군중을 선동하였고 군대를 모아 단업을 공격하였다. 결국 단업은 패배하여 사로잡혔고 나머지 목숨을 애걸하였으나, 저거몽손이 마침내 단업의 목을 베었다.

## 평가
"단업은 유학자로 평소에 어른스러운 사람이었지만 다른 권모와 책략이 없고 위엄으로 금령을 시행하지 않아서 부하들이 명령을 제멋대로 하고, 더욱이 점치는 것과 무격(巫覡)을 믿었기 때문에 패배하기에 이르렀다."— 사마광(司馬光)

## 참고 문헌
- 《자치통감(資治通鑑)》
- 《진서(晉書)》

| 전 대 - | 제1대 북량 왕 397년 ~ 401년 | 후 대 저거몽손(沮渠蒙遜) |